# باشگاه فوتبال اسپورتینگ ماکائو
باشگاه فوتبال اسپورتینگ ماکائو (چینی سنتی: 士砵亭) که معمولاً با نام اسپورتینگ ماکائو یا فقط اسپورتینگ شناخته می‌شود، یک باشگاه فوتبال حرفه‌ای ماکائویی است که در لیگ برتر این کشور رقابت می‌کند. این باشگاه در سال ۱۹۲۶ به عنوان شاخه‌ای از باشگاه فوتبال اسپورتینگ پرتغال تأسیس شد.